# Leucoloma scabricuspis
Leucoloma scabricuspis är en bladmossart som beskrevs av Brotherus 1897. Leucoloma scabricuspis ingår i släktet Leucoloma och familjen Dicranaceae. Inga underarter finns listade i Catalogue of Life.